# Nagelgeige

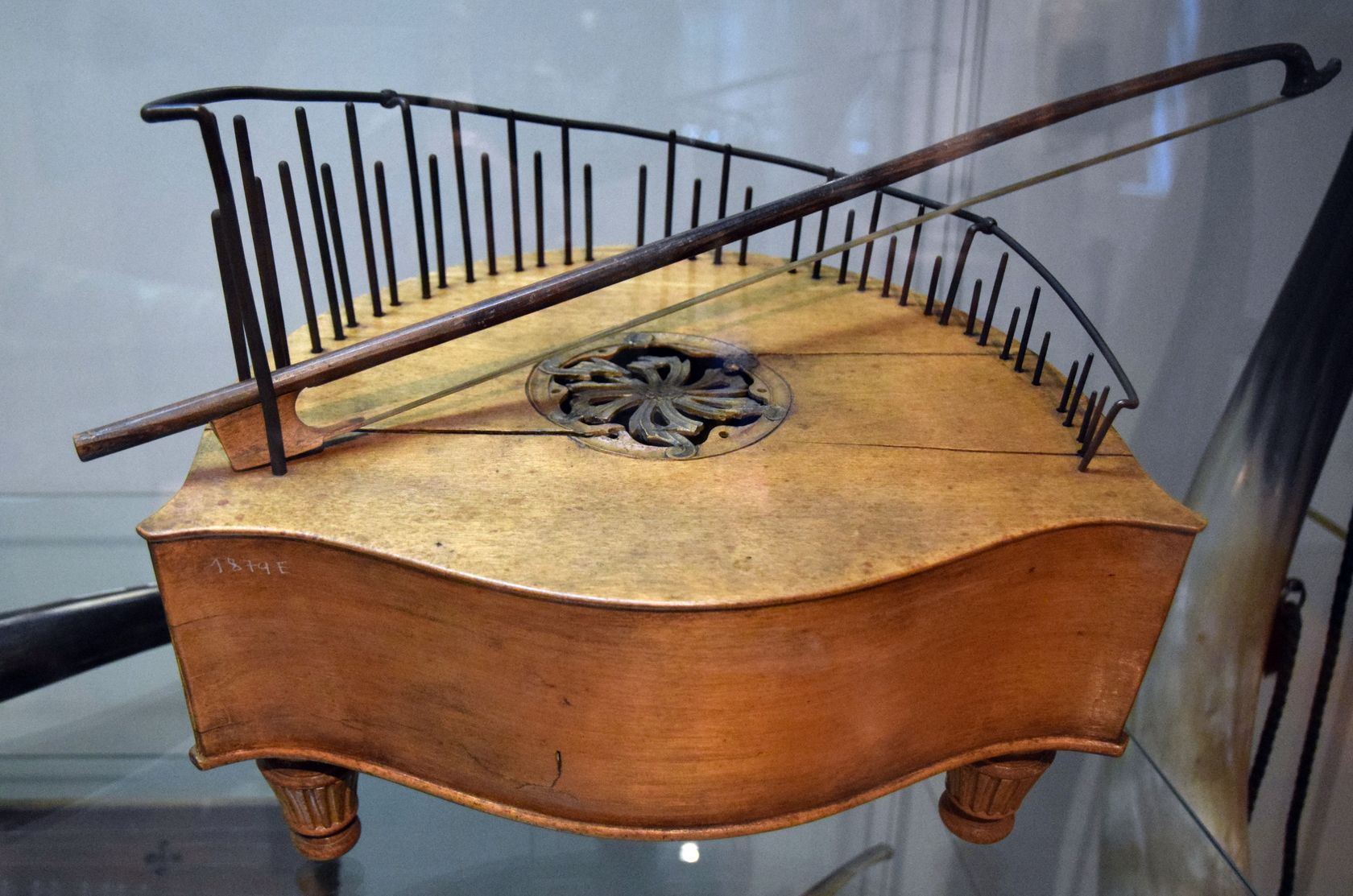
Nagelgeige aus Böhmen, 18./19. Jahrhundert.

Eine Nagelgeige ist ein idiophones Musikinstrument, das einen Resonanzkörper aus Holz besitzt, sowie viele in Kreisbogenform angeordnete Eisen- oder Stahlstifte. Gespielt wurde dieses Instrument mit einem Geigenbogen, weshalb es zu den Reibestabspielen zählt. 

## Klang
Der Klang des Instrumentes ist relativ fein, aber dennoch durchdringend. Am ehesten entspricht der Klang wohl dem eines Geigenflageoletts.

## Geschichte
Die Nagelgeige wurde 1740 von Johann Wilde erfunden. Auslöser war ein Ton, als er beim Aufhängen seines Geigenbogens an die Wand einen Nagel streifte. Die Hauptherstellungsländer waren bis zu ihrem vorläufigen Verschwinden Mitte des 19. Jahrhunderts Deutschland und Schweden.
Die älteste Nagelgeige war vermutlich eine mit lediglich neun Stiften, die sich in der Sammlung des Eisenacher Bachhauses erhalten hat. Normalerweise wurden um 37 Stifte verwendet – in New York fand sich sogar eine mit 66 Stiften. Der Schallkasten ist meist halb- bis ganzkreisförmig. Allerdings ist schwer nachzuweisen, dass das Instrument auch wirklich so aussah. Viele Exemplare gab es nicht, nur eines im Nordiska museet, Schweden, von 1792.
Außerdem gab es einen Typus, der 15 bis 16 sympathetisch mitschwingende Saiten hatte, meist neben 49 Stiften. Die Entwicklung dieses Instrumentes um 1780 wird auf den Wiener Künstler Senal zurückgeführt. Genannt wurde es Violino harmonico oder Violino-Harmonika und wurde auf Konzertreisen in Deutschland vorgeführt. Die ursprüngliche saitenlose Form wurde 1912 als Duolon wieder aufgefrischt, bei der ein Stimmsteg an den klammerartigen Klangstiften hinzukam. Im 20. Jahrhundert entstanden mehrere experimentelle Neuentwicklungen.

## Namen
Die Nagelgeige ist unter vielen Namen bekannt. In Deutschland sind dies unter anderem Nadelgeige, Nagelspiel, Stiftspiel, Stiftharmonika, Nagelharmonika, Amerikanische Harmonika, Amerikanische Violine, Russische Stahlfiedel oder Eisenvioline. In Frankreich entspricht dies der violin de fer, harmonie à clous de fer im Englischen nail violin und im Schwedischen jernviolin und spikharmonika.

## Weitere Instrumente
Im Jahre 1888 wurde ein Instrument geschaffen, das nach gleichem Prinzip funktionierte, jedoch eine Tastatur besaß. Es wurde von seinem Erfinder Ph. J. Brambach Aliquot-Streichflöte genannt. Hier wurden die Stifte durch Druck der Tastatur nach oben gehoben und mit einem Violinenbogen angestrichen.